# Zaaf Cycling Team
El Zaaf Cycling Team fou un equip ciclista professional de categoria elit de ciclisme de carretera que participà en l'UCI Women's World Tour de 2023. Tenia la seu a Sant Feliu de Guíxols.

## Història
L'equip començà a nivell amateur, fou creat al 2022 per Riad Belatreche i Manel Lacambra i aquest darrer també en va ser el primer director esportiu. El 2023 el projecte agafà impuls amb l'entrada a l'UCI World Tour i havia de tenir un patrocini per a cinc anys a raó de 4 milions per temporada, fet que permeté contractar la francesa Audrey Cordon-Ragot, que n'havia de ser la cap de files, i a qui acompanyaven, entre d'altres, les catalanes Lucía García i Marta Romance.
L'origen del nom del club guarda relació amb la figura del ciclista algerià Abdel-Kader Zaaf, anomenat Casseur de Baraque, un pioner del continent africà que participà en el Tour de França a la dècada dels cinquanta. Fou el protagonista d'una història en l'edició del 1950. En una etapa camí de Nimes i rodant al capdavant, amb d'opcions de guanyar aquell dia, s'explica que, a causa de la forta calor, acceptà una ampolla d'un espectador. Era vi i ell, musulmà i acostumat a no beure alcohol, acabà marejat i pel terra més endavant. Va ser ingressat i al dia següent, es va escapar de l'hospital disposat a participar en la següent etapa. Anys més tard el net de Zaaf, Belatreche, ha volgut homenatjar el seu avi amb la creació d'un club.

### Temporada 2022
L'equip realitzà algunes curses de segon nivell com la Volta a Andalusia, Gran Premi Ciutat d'Eibar, l'Emakumeen Nafarroako Klasikoa o la Volta a Portugal.

### Temporada 2023
Durant la seva primera temporada a l'elit, dins de la categoria UCI Women's World Team, l'equip gironí va comptar amb 15 corredores. L'estructura va disputar les seves primers curses del World Tour i de la segona categoria UCI.
El 14 de gener van debutar a la Schwalbe Classic femenina amb un 2n lloc de Michaela Drummond i l'endemà van fer el seu debut en una competició UCI Women's World Tour, el Santos Women's Tour Down Under.
Durant els mes de març van començar els primers rumors d'impagaments i, a l'abril, Audrey Cordon-Ragot, l'estrella de la formació, se'n va anar de l'equip a causa dels impagaments. Posteriorment, vuit altres ciclistes també se'n van anar, fet que va provocar que l'UCI retirés la llicència continental a l'equip el 28 d'abril.

## Plantilla la temporada 2023
| \| Llista de l'equip 2023 \| Llista de l'equip 2023 \| Llista de l'equip 2023 \| Llista de l'equip 2023 \| \| Ciclista \| Data de naixement \| Equip previ \| \| \| ----------------------------------------------- \| ---------------------- \| --------------------------------------------------- \| ---------------------- \| \| Eva Anguela Yágüez (1 de gen–28 de abr) \| 11 de juny de 2002 \| Río Miera-Cantabria Deporte (2022) \| \| \| Maggie Coles-Lyster (1 de gen–19 de abr) \| 12 de febrer de 1999 \| DNA Pro Cycling (2022) \| \| \| Audrey Cordon-Ragot (1 de gen–22 de març, Nota) \| 22 de setembre de 1989 \| Trek-Segafredo (2022) \| \| \| Danielle De Francesco (1 de gen–28 de abr) \| 23 de octubre de 1992 \| Specialized women's racing (2021) \| \| \| Michaela Drummond (1 de gen–18 de abr) \| 5 de abril de 1998 \| Bepink (2022) \| \| \| Nikola Nosková (1 de gen–28 de abr) \| 1 de juliol de 1997 \| SD Worx (2021) \| \| \| Mareille Meijering (1 de gen–19 de abr) \| 11 de març de 1995 \| Multum Accountants (2022) \| \| \| Lucie Jounier (1 de gen–19 de abr) \| 16 de juliol de 1998 \| Arkéa Pro Cycling Team (2022) \| \| \| Debora Silvestri (1 de gen–28 de abr) \| 8 de maig de 1998 \| Top Girls Fassa Bortolo (2022) \| \| \| Elizabeth Stannard (1 de gen–14 de abr) \| 27 de maig de 1997 \| Valcar-Travel & Service (2022) \| \| \| Emanuela Zanetti (1 de gen–28 de abr) \| 13 de març de 2000 \| Isolmant-Premac-Vittoria (2022) \| \| \| Ebtissam Mohamed (1 de gen–26 de abr) \| 25 de setembre de 1996 \| Alasayl Cycling Team (2018) \| \| \| Heidi Franz (1 de gen–19 de abr) \| 14 de gener de 1995 \| Instafund Racing (2022) \| \| \| Marta Romance (1 de gen–28 de abr) \| 8 de gener de 2000 \| \| \| \| Lucía García Muñoz (1 de gen–28 de abr) \| 26 de març de 2004 \| Costa Brava Mediterranean Foods-Top Conserge (2022) \| \| \| \| \| \| \| \| Font: ProCyclingStats \| \| \| \|Nota: Audrey Cordon-Ragot, dimissió |                        |                                                     |  |
| Llista de l'equip 2023 |                        |                                                     |  |
| Ciclista | Data de naixement      | Equip previ                                         |  |
| Eva Anguela Yágüez (1 de gen–28 de abr) | 11 de juny de 2002     | Río Miera-Cantabria Deporte (2022)                  |  |
| Maggie Coles-Lyster (1 de gen–19 de abr) | 12 de febrer de 1999   | DNA Pro Cycling (2022)                              |  |
| Audrey Cordon-Ragot (1 de gen–22 de març, Nota) | 22 de setembre de 1989 | Trek-Segafredo (2022)                               |  |
| Danielle De Francesco (1 de gen–28 de abr) | 23 de octubre de 1992  | Specialized women's racing (2021)                   |  |
| Michaela Drummond (1 de gen–18 de abr) | 5 de abril de 1998     | Bepink (2022)                                       |  |
| Nikola Nosková (1 de gen–28 de abr) | 1 de juliol de 1997    | SD Worx (2021)                                      |  |
| Mareille Meijering (1 de gen–19 de abr) | 11 de març de 1995     | Multum Accountants (2022)                           |  |
| Lucie Jounier (1 de gen–19 de abr) | 16 de juliol de 1998   | Arkéa Pro Cycling Team (2022)                       |  |
| Debora Silvestri (1 de gen–28 de abr) | 8 de maig de 1998      | Top Girls Fassa Bortolo (2022)                      |  |
| Elizabeth Stannard (1 de gen–14 de abr) | 27 de maig de 1997     | Valcar-Travel & Service (2022)                      |  |
| Emanuela Zanetti (1 de gen–28 de abr) | 13 de març de 2000     | Isolmant-Premac-Vittoria (2022)                     |  |
| Ebtissam Mohamed (1 de gen–26 de abr) | 25 de setembre de 1996 | Alasayl Cycling Team (2018)                         |  |
| Heidi Franz (1 de gen–19 de abr) | 14 de gener de 1995    | Instafund Racing (2022)                             |  |
| Marta Romance (1 de gen–28 de abr) | 8 de gener de 2000     |                                                     |  |
| Lucía García Muñoz (1 de gen–28 de abr) | 26 de març de 2004     | Costa Brava Mediterranean Foods-Top Conserge (2022) |  |
| |                        |                                                     |  |
| Font: ProCyclingStats |                        |                                                     |  |